# Santuario di Santa Maria dell'Acqua Dolce
Il santuario di Santa Maria dell'Acqua Dolce si trova in località San Biagio nel comune di Monesiglio, in provincia di Cuneo, e la sua edificazione risalirebbe tra il X e l'XI secolo.

## Storia
La chiesa nacque con la funzione di pieve, quindi chiesa principale a cui sottostavano alcune cappelle o piccoli edifici di culto avendo il "tituli sub plebe". È documentata fin dai primi secoli del millennio in alcuni diplomi ottoniani come plebs Monatcile o plebes de Langa. Dagli abitanti locali è maggiormente conosciuta come santuario della Madonna di san Biagio dal nome della località. 
La località festeggia la devozione alla Madonna dell'acqua dolce, la prima domenica di settembre di ogni anno. La tradizione racconta che, durante una pestilenza, la Madonna fece sgorgare acqua miracolosa, da qui il termine dolce. Gli abitanti del luogo costruirono una chiesa in prossimità della sorgente che smise di volgere i suoi effetti taumaturgici, quando un contadino portò il suo porco ammalato a bere dell'acqua anziché portarvi un appestato, ma la devozione non si spense con i miracoli.

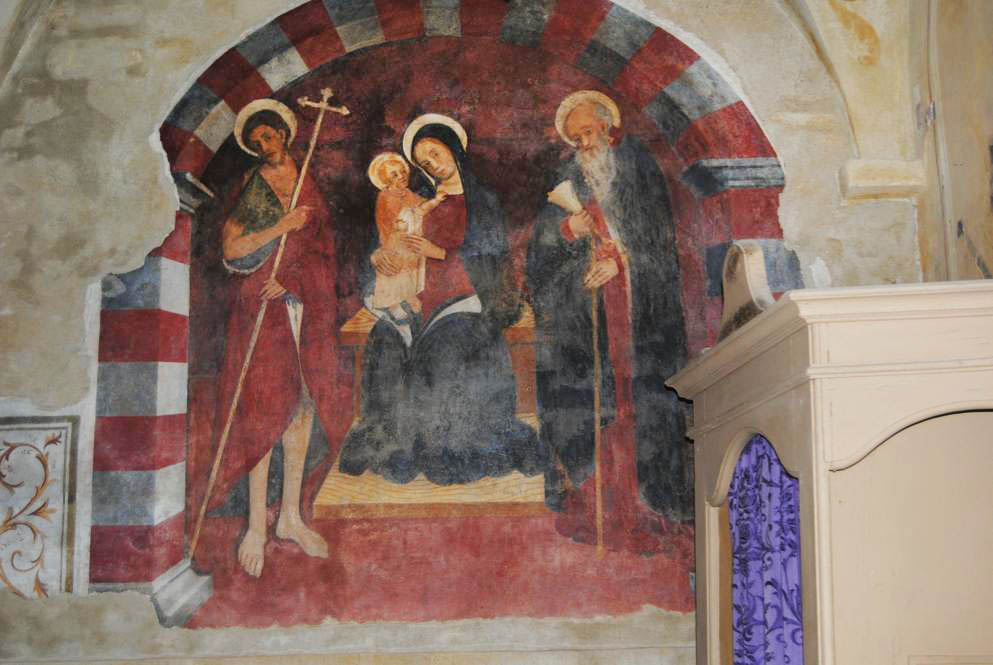
Madonna col Bambino e santi

## Descrizione
La chiesa è posta leggermente appartata dal paese, sulla sponda sinistra del fiume Bormida, e, anche grazie ai restauri si presenta in ottime condizioni. I lavori di recupero hanno riproposto l'architettura originaria della chiesa, in perfetto stile romano che si presenta pianta basilicale triabsidata. Le tre absidi presentano tre monofore, alcune nicchie e archetti pensili, e sono composte in ciottolato di fiume e pietre e hanno mantenuto la copertura in pietra di ardesia grigia.
La facciata principale è a capanna, presenta i medesimi archetti pensili intervallati da lesene che sono sulle absidi, tre aperture, una centinata e due rettangolari che danno luce alle navate interne. La parete laterale di altezza leggermente inferiore rispetto al corpo centrale della chiesa, anticipa l'interno a tre navate, e si compone in materiale di ciottolato di fiume, terminante con archetti pensili che caratterizzano l'architettura esterna della chiesa.
L'interno è a tre navate divise da pilastri rinnovati con affrescature barocche, conserva un affresco del XV secolo con Madonna e Bambino fra i santi Giovanni Battista e Antonio abate oggetto di devozione dei fedeli.
L'abside, grazie ai restauri del 1998, ha ridato luce ad un affresco del XII secolo raffigurante Cristo Pantocratore con i simboli degli evangelisti di ottima fattura romanico-bizantina perfettamente conservato.